# Przypadek obiektywny
Przypadek obiektywny (fr. hasard objectif, ang. objective chance) – surrealistyczne pojęcie opisujące doświadczenie odrealnienia i niezwykłości doznanego na skutek obserwacji niecodziennego wydarzenia (spotkania, konglomeratu słów, zgodności danych, analogii wątków, znalezienia przedmiotu). Przypadek obiektywny nazwać można również magią okolicznościową, nieprawdopodobną koincydencją, niewiarygodnym zbiegiem okoliczności lub zaskakującą synchronicznością świata.

## Znaczenie w surrealizmie
Surrealiści szczególnie uwielbiali wydarzenia, które posiadały potencjalny ładunek nieprawdopodobieństwa, interesowały ich występujące w życiu każdego człowieka zjawiska, zwane zwykle przypadkiem, trafem, zbiegiem okoliczności czy koincydencją. Wierzyli, że nic nie dzieje się przypadkowo, lecz wedle rządzących światem nieuchwytnych, magicznych reguł. Przypadki obiektywne to namacalna, obecna dookoła surrealność jednak, aby móc docenić jej moc potrzebna jest pewna specyficzna wrażliwość, którą, jak twierdzi badaczka surrealizmu Agnieszka Taborska, […] się w sobie ma albo nie.

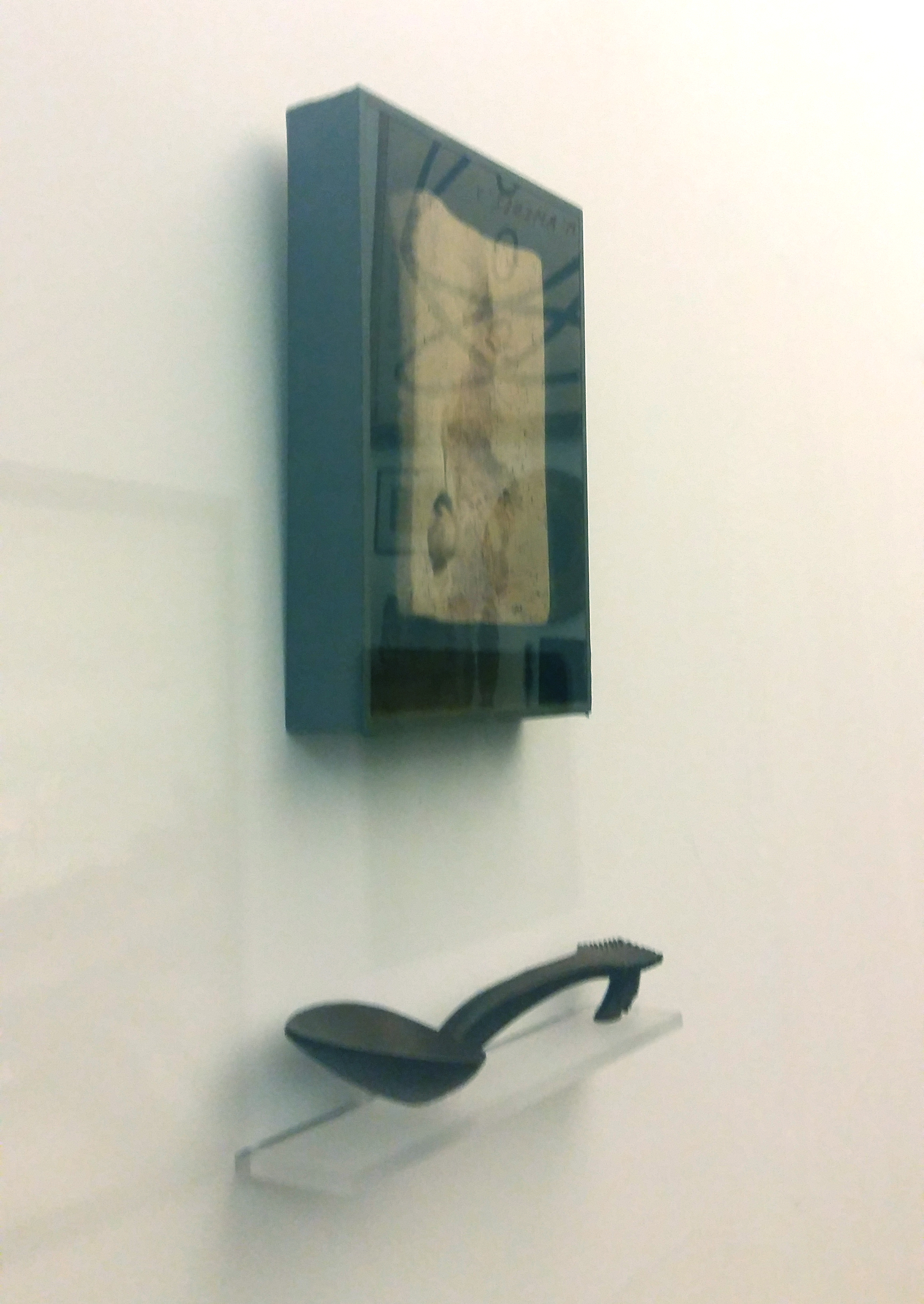
Łyżka Kopciuszka w kolekcji stałej Centrum Pompidou w Paryżu, obiekt znaleziony na pchlim targu przez Andre Bretona, 1937

W przypadku obiektywnym dochodzi zatem do zderzenia treści obiektywnych, czyli odnoszących się do otaczającej nas codzienności, jak i treści subiektywnych, czyli mówiących o wewnętrznym życiu jednostki. W momencie namierzenia przypadku obiektywnego następuje eksplozja znaczeń i niejako zszczepienie dwóch wymiarów rzeczywistości – surrealnego oraz realnego.
Według surrealistycznej ideologii przypadek obiektywny zwraca baczną uwagę doświadczającego na pewne aspekty rzeczywistości i traktowany jest jako cenne źródło wiedzy, dlatego nie należy go trywializować. Pojęcie hasard objectif związane jest z koincydencją działań i znaków, które na zasadzie ewidentnie aleatorycznej prezentują strukturalnie określoną logikę i koherencję, pobudzającą do postrzegania go jako przesłanie. Są to elementy tematycznie wspólne z wydarzeniami, które minęły lub rodzaj nieprzewidywalnej korespondencji między działaniami materialnymi i mentalnymi (np. spotkanie osoby, o której myślimy). Przypadek obiektywny nakazuje optykę, gdzie wszystko ma zasadnicze znaczenie, a życie mogłoby upłynąć na śledzeniu takich wątków.
Okolicznościom, które skłaniają ku temu, by się zatrzymać i szczególnie zastanowić nad tym, co właśnie się wydarzyło i które powodują niejednoznaczne odczucie niezwykłości, surrealiści poświęcają bardzo wiele czasu. Motywują one, by być uważnym, ponieważ wszystko dookoła może nieść szczególne znaczenie i mieć magnetyczny wpływ. Koincydencja ujawnia się temu, kto jest w stanie ją spostrzec. I tak na przykład sławetną utratę oka przez malarza Viktora Braunera opisuje Pierre Mabille w artykule z 1939 roku opublikowanym w czasopiśmie Minotaur. Autor docieka w nim masochistycznego oczekiwania utraty wzroku jako ekwiwalentu zyskania wglądu wewnętrznego. Poszkodowany, zyskujący później status naznaczonego, wyjątkowego, maluje wcześniej kilka wersji autoportretów bez oka.
Przypadkowe wydarzenia, nawet jeśli zostaną wytłumaczone, to i tak towarzyszące im nieodłącznie wrażenie niesamowitości nie opuszcza doświadczającego. U podstaw takich obserwacji leży wielka rola przypisywana myśleniu asocjacyjnemu, czyli takiemu, w którym nie ma miejsca na krytykę, a które pozwala umysłowi błądzić bez nadzorcy. Trafnym porównaniem jest tutaj surrealistyczna technika kolażu, czyli łączenia ze sobą w zaskakującą całość pozornie niepasujących elementów.
Surrealiści spodziewali się, że obserwacja przypadków obiektywnych przyniesie głębsze rozumienie świata. Wobec tego skazywanie przypadków obiektywnych na zapomnienie lub ich lekceważenie, zarówno przez jednostki, jak i całe systemy filozoficzne, surrealizm uważa za niewybaczalny błąd. Zjawiska paranormalne artyści skrupulatnie badają, w 1924 roku zakładają nawet Biuro Badań Surrealistycznych o artystyczno-naukowych ambicjach.

## Geneza przypadku obiektywnego
André Breton budzi się pewnego poranka z przemożoną chęcią posiadania popielniczki Kopciuszka (dźwięczna gra słów francuskiego wyrażenia le cendrier Cendrillon, czyli popielniczka Kopciuszka, które prześladuje go od miesięcy). Zwraca się z prośbą do zaprzyjaźnionego artysty Alberto Giacomettiego o wyrzeźbienie takiego niezwykłego obiektu, ten odmawia, bo jest w tym okresie zajęty własnym problemem twórczym. Już od dłuższego czasu zmaga się z wyzwaniem wyrzeźbienia głowy do jednej ze swoich rzeźb (Niewidzialny przedmiot). Przyjaciele razem wybierają się na pchli targ, gdzie pragnienia jednego i drugiego twórcy spełniają się, co ukazuje przypadek obiektywny w ujęciu zapowiadanego szeregiem znaków nieuchronnego wydarzenia, wywołującego istotne przemiany w podświadomości. Breton znajduje łyżeczkę zakończoną kobiecym pantofelkiem, który zawiera w sobie nieskończony ciąg pętli powtórzeń, łyżka i uchwyt przedmiotu stanowiły przód i tył buta, którego mały wyrzeźbiony pantofel był obcasem. Pantofel był obcasem kolejnego pantofla i tak dalej w nieskończoność. Przygnębiony po rozpadzie związku, rozdzierany był przez pragnienia miłości i śmierci, wygrał jednak instynkt życia, a znaleziony przedmiot zaspokaja potrzebę Bretona. Giacometti znajduje natomiast prototyp żelaznej maski ochronnej z pierwszej wojny światowej, która posłuży mu za model do wyrzeźbienia twarzy. Przypisawszy obu przedmiotom role w baśni o Kopciuszku (królewicz poznał Kopciuszka na balu maskowym, po czym go stracił), Breton ujrzał magiczny związek między maską i łyżką a poszukiwaniem przez siebie nowej miłości. Później okazuje się ponadto, że tę samą maskę którą znalazł Giacometti, widziała na targu także przyszła partnerka Bretona, Jacqueline Lamba, znajdująca się wówczas w podobnym stanie psychicznym jak on.

## Pokrewne obserwacje
Pojęcie przypadku obiektywnego po raz pierwszy użyte i zdefiniowane zostało przez surrealistów, choć w podobnym czasie analogicznej obserwacji dokonał Carl Gustaw Jung. Myśliciel swoje odkrycie nazywa jednak synchronicznością akazualną, którą definiował jako dwa niepowiązane ze sobą przyczynowo wydarzenia, które odzwierciedlają aktualny stan umysłu obserwatora. Zewnętrzne wydarzenia rymują się z wydarzeniami z życia jednostki i są ze sobą znaczeniowo powiązane. W przeciwieństwie do przypadku obiektywnego w miejsce wiedzy płynącej z niezwykłych wydarzeń pojawia się chęć wewnętrznego zjednoczenia jednostki.

## Przypadek obiektywny w kulturze
Motyw przypadku obiektywnego występuje w wielu surrealistycznych dziełach literackich, takich jak Nadja André Bretona, Ostatnie noce paryskie Philippe Soupault czy Wieśniak paryski Luisa Aragorna. Te trzy dzieła stanowią swego rodzaju surrealistyczną trylogię, eksplorującą przypadek obiektywny.
Agnieszka Taborska wydała zbiór krótkich opowiadań i anegdot Wieloryb, czyli przypadek obiektywny opisujących fenomen pojęcia.
Agnès Varda w filmie Cleo od 5 do 7 przedstawia dwie godziny z życia tytułowej piosenkarki Cleo, która oczekuje na wyniki badań mających potwierdzić, czy bohaterka ma raka. W trakcie oczekiwania kobiecie przydarzają się przeróżne przypadki obiektywne.
W filmie Początek I Origins z 2014 roku główny bohater Ian doświadcza mechanizmu przypadku obiektywnego. Pewnego wieczoru na imprezie poznaje Sofi, zafascynowany dziewczyną fotografuje jej oczy. Nie może potem o niej zapomnieć. Pewnego dnia odkrywa wszechobecnie występującą w mieście liczbę 11, która doprowadza go do billboardu, na którym rozpoznaje oczy Sofi. Niedługo później spotyka dziewczynę.
Olga Tokarczuk w zbiorze Czuły narrator opisuje przytrafiającej się jej przypadki obiektywne (choć sama nazywa je po prostu synchronicznościami). Jeden z nich odnosi się do powieści Dom dzienny, dom nocny, w której stworzyła postać Marty ubranej w sweter z rozciągniętymi dziurkami od guzików. Lata później poznała wnuków budowniczych swojego domu w Kotlinie Kłodzkiej. W trakcie wizyty u artystki pokazywali jej swoje stare, rodzinne zdjęcia. Na jednym z nich widniała starsza pani w swetrze z porozciąganymi guzikami, ich babcia Marta. Drugi przypadek obiektywny, jaki przywołuje Tokarczuk, przytrafia się jej w trakcie opisywania historii Paschalisa, mnicha poszukującego własnej płci i tożsamości. W tym momencie do autorki dzwoni mąż, by poinformować ją o wygranej Conchita Wurst w konkursie piosenki  Eurowizja.